# Angelo Zottoli
Angelo Zottoli (egyszerűsített kínai: 晁德莅, hagyományos kínai: 晁德蒞; pinjin átírás hangsúlyjelekkel: Cháo Délì; magyar népszerű átírás: Csao Tö-li; Nápoly, 1826. június 21. – Sanghaj, 1902. november 9.) olasz jezsuita misszionárius, sinológus.

## Élete, munkássága
Angelo Zottoli 1843-ban csatlakozott a jezsuita rendhez. Kínai missziója során 1848-ban sikeresen letette a birodalmi vizsgát, így ő az első nyugati, aki teljesítette a hagyományos kínai hivatalnoki vizsgát. 1853-ban kinevezték a kínai keresztény diákok oktatására, 1849-ben Sanghajban alapított Szent Ignác Kollégium (Collège Saint Ignace) igazgatójának.
A kínai anyanyelvűek számára összeállított egy ötkötetes latin nyelvkönyvet. Kiváló fordító volt, számos klasszikus kínai művet ültetett át latinra, valamint egy kínai–latin szótárat is összeállított.
1884-ben a Cursus litterae sinicae neo-missionariis accommodatus című művéért Stanislas Julien-díjjal jutalmazták.

## Fordítás
- Ez a szócikk részben vagy egészben  az   Angelo Zottoli című angol Wikipédia-szócikk ezen változatának fordításán alapul.  Az eredeti cikk szerkesztőit annak laptörténete sorolja fel. Ez a jelzés csupán a megfogalmazás eredetét és a szerzői jogokat jelzi, nem szolgál a cikkben szereplő információk forrásmegjelöléseként.
- Ez a szócikk részben vagy egészben  az   Angelo Zottoli című olasz Wikipédia-szócikk ezen változatának fordításán alapul.  Az eredeti cikk szerkesztőit annak laptörténete sorolja fel. Ez a jelzés csupán a megfogalmazás eredetét és a szerzői jogokat jelzi, nem szolgál a cikkben szereplő információk forrásmegjelöléseként.